# Chủ nghĩa Hậu Marxist
Chủ nghĩa Hậu Marxist (Post-Marxism) là một hệ thống lý luận triết học - lịch sử - kinh tế có nguồn gốc từ Chủ nghĩa Marx. Về mặt lý luận, chủ nghĩa Hậu Marxist phủ nhận một số tư tưởng giáo điều của chủ nghĩa Marx (như nhà nước tồn tại để phục vụ lợi ích của một giai cấp nhất định). Các đại diện hiện đại của chủ nghĩa Hậu Marxist có Ernesto Screpanti, Göran Therborn, và Gregory Meyerson.

## Lịch sử
Chủ nghĩa Hậu Marxist ra đời từ cuối những năm 1960 và chịu sự tác động của một số xu hướng và sự kiện đương thời như: Sự yếu kém ngày càng lộ rõ của mô hình kinh tế - chính trị - xã hội của Liên Xô; Cuộc bạo loạn của sinh viên Pháp vào tháng 5 năm 1968; Việc nổi lên của Tư tưởng Mao Trạch Đông; và Sự phổ biến của truyền hình trong các gia đình (Chiến tranh Việt Nam được coi là cuộc chiến hiện đại đầu tiên được công chúng quốc tế được theo dõi sát sao qua truyền hình.)
Sau khi Roland Barthes bắt đầu bền phê bình nền văn hóa đại chúng thông từ góc nhìn của môn Ký hiệu học và xuất bản cuốn sách Thần Thoại (Mythologies), một số nhà triết học Mác đã bắt đầu phê phán xã hội của họ từ trên phương diện của Ngôn ngữ học hay Ký hiệu học. Dựa trên cách tiếp cận của Barthes, Jean Baudrillard đã viết cho một bài For a Critique of the Political Economy of the Sign (1972), chỉ trích các nhà tư tưởng Marxist đương thời vì đã loại bỏ lý thuyết vể Giá trị dấu hiệu khỏi hệ thống lý luận của mình.

## Các nhà tư tưởng Hậu Marxist
- Giorgio Agamben
- Bruno Latour
- Robert Kurz
- Michael Albert
- Alain Badiou
- Étienne Balibar
- Jason Barker
- Jean Baudrillard
- Zygmunt Bauman
- Cornelius Castoriadis
- Krisis Groupe
- Ágnes Heller
- Paul Hirst
- Barry Hindess
- John Holloway
- Fredric Jameson
- Abdullah Öcalan
- Boris Yuliyevich Kagarlitsky
- Ernesto Laclau
- Claude Lefort
- Jean-François Lyotard
- Chantal Mouffe
- Jean-Luc Nancy
- Jacques Rancière
- Ernesto Screpanti
- Gayatri Spivak
- Alexander Tarasov
- Göran Therborn
- Alain Touraine
- Alberto Toscano
- Slavoj Žižek
- Catharine MacKinnon
- Pierre Bourdieu